# سایجا (امام‌اغلو)
سایجا (به ترکی استانبولی: Sayca) یک منطقهٔ مسکونی در ترکیه است که در امام‌اغلو واقع شده‌است.